# Siporo
Siporo ist eine Ortschaft im Departamento Potosí im Hochland des südamerikanischen Anden-Staates Bolivien.

## Lage im Nahraum
Siporo ist zentraler Ort des Kanton Siporo im Municipio Betanzos in der Provinz Cornelio Saavedra. Die Ortschaft liegt auf einer Höhe von 3266 m an einem der Zuflüsse des Río Pilcomayo.

## Geographie
Siporo liegt auf dem bolivianischen Altiplano am Westrand der Cordillera Central. Das Klima der Region ist ein typisches Tageszeitenklima, bei dem die mittleren Temperaturschwankungen zwischen Tag und Nacht deutlicher ausfallen als zwischen den Jahreszeiten.
Die Jahrestemperatur der Region liegt bei 11 °C (siehe Klimadiagramm Potosí), der Jahresniederschlag beträgt 350 mm. Die Region weist ein ausgeprägtes Tageszeitenklima auf, die Monatsdurchschnittstemperaturen schwanken nur unwesentlich zwischen 8 °C im Juni/Juli und gut 13 °C von November bis März. Die Monatsniederschläge liegen zwischen unter 10 mm in den Monaten Mai bis September und gut 70 mm im Januar und Februar.

## Verkehr
Siporo liegt in einer Entfernung von 58 Straßenkilometern nordöstlich von Potosí, der Hauptstadt des gleichnamigen Departamentos.
Von Potosí aus führt die asphaltierte Nationalstraße Ruta 5 in östlicher Richtung 31 Kilometer bis Betanzos, von dort weiter in nordöstlicher Richtung über Yotala nach Sucre. Am östlichen Ortsausgang von Betanzos zweigt eine unbefestigte Landstraße nach Norden ab und erreicht, nach dem Überwinden mehrerer Passhöhen bis zu 3700 m, nach 27 Kilometern Siporo.

## Bevölkerung
Die Einwohnerzahl der Ortschaft ist in dem Jahrzehnt zwischen den beiden letzten Volkszählungen um etwa die Hälfte angestiegen:
| Jahr | Einwohner | Quelle       |
| ---- | --------- | ------------ |
| 1992 | 196       | Volkszählung |
| 2001 | 274       | Volkszählung |
| 2012 | 279       | Volkszählung |
| 2024 |           | Volkszählung |

Die Region weist einen hohen Anteil an Quechua-Bevölkerung auf, im Municipio Betanzos sprechen 97,8 % der Bevölkerung die Quechua-Sprache.